# Raniganj
Raniganj è una suddivisione dell'India, classificata come municipality, di 122.891 abitanti, situata nel distretto di Bardhaman, nello stato federato del Bengala Occidentale. In base al numero di abitanti la città rientra nella classe I (da 100.000 persone in su).

## Geografia fisica
La città è situata a 23° 37' 0 N e 87° 7' 60 E e ha un'altitudine di 90 m s.l.m..

## Società

### Evoluzione demografica
Al censimento del 2001 la popolazione di Raniganj assommava a 122.891 persone, delle quali 65.360 maschi e 57.531 femmine. I bambini di età inferiore o uguale ai sei anni assommavano a 14.061, dei quali 7.156 maschi e 6.905 femmine. Infine, coloro che erano in grado di saper almeno leggere e scrivere erano 79.253, dei quali 46.762 maschi e 32.491 femmine.